# Claudius van Berlaymont
Claudius van Berlaymont (Frans: Claude de Berlaymont) (1550-1587) was een edelman en militair in Spaanse dienst. Hij was de zevende en jongste zoon van Karel van Berlaymont en Adriana van Ligne Barbançon. Hij was getrouwd met Adriana van Brimeu, maar liet geen kinderen na.
Claudius was heer van Haultepenne in Flémalle; vandaar dat hij in de geschiedenis wel bekend is als Haultepenne of Houtepen. Hij was lid van de Raad van State en werd in oktober 1576 samen met zijn vader gevangengenomen. Hij was voorstander van het aannemen van de eerste Unie van Brussel, maar raakte steeds meer de Spaanse zaak toegedaan. Hij kwam in de gunst bij Juan van Oostenrijk en wist voor hem Namen bij verrassing in te nemen. Als krijgsheer in Spaanse dienst behaalde hij nog vele overwinningen. Zo was hij de leider van de Furie van Houtepen te Breda in 1581. Breda was namelijk sinds de Pacificatie van Gent in 1576 weer in handen van prins Willem van Oranje. De pacificatie mislukte echter en Willem werd in 1581 vogelvrij verklaard. In hetzelfde jaar veroverde Claudius de stad. Zijn troepen konden de stad binnentrekken doordat een poortwachter werd omgekocht. Hierbij vonden moorden, plunderingen en straatgevechten plaats.
Ook 's-Hertogenbosch kon hij behouden, terwijl hij Lier, Eindhoven en Nijmegen wist te heroveren. Hij sneuvelde echter in 1587 bij de Engeler Schans te Engelen, in de strijd tegen de Staatse aanvoerder Filips van Hohenlohe-Neuenstein.
Van 1585 tot 1587 was Claudius stadhouder van Gelre in dienst van koning Filips II van Spanje (die ook hertog van Gelre was). Zijn broer, Florent van Berlaymont, volgde hem op als stadhouder van Gelre-Zutphen

## Voorouders
| Voorouders van Claudius van Berlaymont | Voorouders van Claudius van Berlaymont                            | Voorouders van Claudius van Berlaymont                            | Voorouders van Claudius van Berlaymont                            | Voorouders van Claudius van Berlaymont                            | Voorouders van Claudius van Berlaymont                                    | Voorouders van Claudius van Berlaymont                                    | Voorouders van Claudius van Berlaymont                                         | Voorouders van Claudius van Berlaymont                                         |
| -------------------------------------- | ----------------------------------------------------------------- | ----------------------------------------------------------------- | ----------------------------------------------------------------- | ----------------------------------------------------------------- | ------------------------------------------------------------------------- | ------------------------------------------------------------------------- | ------------------------------------------------------------------------------ | ------------------------------------------------------------------------------ |
| Overgrootouders                        | Michiel I van Berlaymont (1437-1483) ∞ 1462 Joanna d'Orley (-)    | Michiel I van Berlaymont (1437-1483) ∞ 1462 Joanna d'Orley (-)    | Willem van Berault (1430-1485) ∞ Margaretha van Premilhac (-)     | Willem van Berault (1430-1485) ∞ Margaretha van Premilhac (-)     | Willem de Ligne Barbançon (1450-1515) ∞ Anna Adriana van Halewijn (1455-) | Willem de Ligne Barbançon (1450-1515) ∞ Anna Adriana van Halewijn (1455-) | Cornelis van Glymes (1458-1510) ∞ Maria Margaretha van Zevenbergen (1460-1529) | Cornelis van Glymes (1458-1510) ∞ Maria Margaretha van Zevenbergen (1460-1529) |
| Grootouders                            | Michiel II van Berlaymont (-1516) ∞ Maria van Berault (-)         | Michiel II van Berlaymont (-1516) ∞ Maria van Berault (-)         | Michiel II van Berlaymont (-1516) ∞ Maria van Berault (-)         | Michiel II van Berlaymont (-1516) ∞ Maria van Berault (-)         | Lodewijk de Ligne Barbançon (1490-1540) ∞ Maria van Glymes (1495-1566)    | Lodewijk de Ligne Barbançon (1490-1540) ∞ Maria van Glymes (1495-1566)    | Lodewijk de Ligne Barbançon (1490-1540) ∞ Maria van Glymes (1495-1566)         | Lodewijk de Ligne Barbançon (1490-1540) ∞ Maria van Glymes (1495-1566)         |
| Ouders                                 | Karel van Berlaymont (1510-1578) ∞ Adriana de Ligne Barbançon (-) | Karel van Berlaymont (1510-1578) ∞ Adriana de Ligne Barbançon (-) | Karel van Berlaymont (1510-1578) ∞ Adriana de Ligne Barbançon (-) | Karel van Berlaymont (1510-1578) ∞ Adriana de Ligne Barbançon (-) | Karel van Berlaymont (1510-1578) ∞ Adriana de Ligne Barbançon (-)         | Karel van Berlaymont (1510-1578) ∞ Adriana de Ligne Barbançon (-)         | Karel van Berlaymont (1510-1578) ∞ Adriana de Ligne Barbançon (-)              | Karel van Berlaymont (1510-1578) ∞ Adriana de Ligne Barbançon (-)              |
| Claudius van Berlaymont (1550-1587)    |                                                                   |                                                                   |                                                                   |                                                                   |                                                                           |                                                                           |                                                                                |                                                                                |